# Levon Davidian
Levon Davidian (armenisch Լեւոն Դաւթեան persisch لئون داویدیان * 24. März 1944 in Teheran; † 15. Juli 2009 bei Dschannatabad) war ein iranischer Psychiater und Politiker.

## Leben
Davidian besuchte zunächst eine Schule in Teheran und begann anschließend 1962 ein Studium an der medizinischen Fakultät der dortigen Schahid-Beheschti-Universität. 1978 promovierte er in Psychiatrie. Er gehörte der armenischen Minderheit im Iran an und vertrat diese von 2000 bis 2004 im Parlament. Er war langjähriges stellvertretendes Parlamentsmitglied der Islamischen Republik Iran. Er war in seiner Heimat eine prominente Persönlichkeit. Davidian gehörte zu den 168 Personen an Bord der Caspian-Airlines-Fluges 7908, die am 15. Juli 2009 auf ein Feld stürzten. Er starb bei dem Absturz und hinterließ mindestens zwei Kinder, eine Tochter, die in den USA lebt, und einen Sohn im Iran.

## Publikationen (Auswahl)
- Levon Davidian co-written with Javad Nurbakhsh and Hamideh Jahangiri: Handbook of Psychiatry. Band 4. Lambert Academic Publishing, Saarbrücken 2019, ISBN 978-6-20031590-8.